# Målad mantella
Målad mantella (Mantella madagascariensis) är en groda som tillhör familjen Mantellidae och finns på Madagaskar. 

## Utseende
Den målade mantellan är en liten men ganska kraftigt byggd groda som är oregelbundet strimmig i svart och gult på ovansidan, sidorna, och ofta även delvis på buken, som i övrigt är svart med ljusa markeringar, och så även strupen och framfötterna. Den har även mindre, brandgula strimmor på ovansidan. Bakbenen har huvudsakligen gröna till gula inslag, medan bakfötterna är orange, ofta med svarta markeringar. Huvudet har en grönaktig strimma upptill. Detta är det normala utseendet, färgmönstret varierar kraftigt: Det finns nästan helgula individer med bara några få svarta markeringar, medan andra individer kan ha ett kraftigt nät av svarta markeringar över det gula. Längden varierar mellan 2 och 2,7 cm, honorna är större. 

## Utbredning
Arten finns i östra centrala Madagaskar från närheten av Niagarakely i norr till Ranomafana i söder.

## Vanor
Den målade mantellan lever i skog och skogsbryn, speciellt i närheten av vattendrag, på 700 till 1 050 meters höjd. Litet är i övrigt känt om artens biologi: Den är dagaktiv och marklevande, och hanen har ett kvittrande läte. I likhet med andra mantellor läggs äggen på land, medan ynglen utvecklas i vattendrag.
Som alla mantellor har den målade mantellan flera giftiga alkaloider i sitt hudsekret.

## Status
Den målade mantellan är klassificerad som sårbar ("VU", underklassificering "B1ab(iii)") av IUCN och populationen minskar. Främsta anledningarna är jordbruk, skogsavverkning, inträngande eucalyptus samt byggnation. Insamling som sällskapsdjur misstänks också vara en orsak. Som för de flesta andra mantellor är det av bevarandeskäl förbjudet att införa vildfångade individer av arten till EU.